# Václav Mottl
Václav Mottl, född 19 maj 1914 i Prag, död 16 juni 1982 i Prag, var en  tjeckoslovakisk kanotist.
Mottl blev olympisk guldmedaljör i C-2 10000 meter vid sommarspelen 1936 i Berlin.